# UEFA
Unie evropských fotbalových asociací (UEFA, francouzsky Union Européenne de Football Association) je hlavní řídící organizací evropského fotbalu, futsalu a plážového fotbalu.
Členem UEFA je naprostá většina národních fotbalových asociací v Evropě. UEFA pořádá evropské reprezentační a klubové soutěže, má na starosti rozdělování odměn, hlídá dodržování pravidel a prodává vysílací práva ke svým soutěžím. Vzhledem k ne zcela jasnému vedení hranice mezi Evropou a Asií jsou jejími členy také státy jako Turecko, Kazachstán, Ázerbájdžán, Gruzie, Arménie a Rusko, které leží větší či menší částí svého území také v Asii a teoreticky by mohly být členy AFC. Navíc Izrael a Kypr leží pouze v Asii, ale s Evropou je pojí historické, kulturní a politické důvody (Izrael a Kazachstán jsou navíc bývalými členy AFC). Někteří členové nejsou suverénními státy - například Faerské ostrovy, Gibraltar, Anglie, Skotsko, Wales a Severní Irsko. Monako je tak jediným evropským členem OSN, který není členem UEFA (nebo Mezinárodní federace fotbalových asociací — FIFA).
UEFA je největší ze šesti kontinentálních konfederací pod FIFA. Je to nejsilnější konfederace z hlediska bohatství a vlivu na klubové úrovni. Většina z nejlepších hráčů světa hraje v Anglii, Španělsku, Německu, Itálii a Francii. Mnoho z nejlepších reprezentačních týmů světa je ze zóny UEFA. Ze 32 účastnických míst na mistrovství světa ve fotbale 2010 bylo pro týmy ze zóny UEFA alokováno 13 míst. V žebříčku FIFA z července 2011, který byl použit k nasazení do losovacích košů kvalifikace na MS ve fotbale 2014, bylo 12 z nejlepších 20 týmů tohoto žebříčku ze zóny UEFA. Reprezentační týmy ze zóny UEFA jsou na tom podobně i v ženském fotbale. Ze 16 účastnických míst na mistrovství světa ve fotbale žen 2011 bylo zóně UEFA alokováno 5 účastnických míst. Z nejlepších 10 týmů ženského žebříčku FIFA po MS žen 2011 byla pětice evropská.
UEFA byla založena 15. června 1954 v Basileji. Došlo k tomu po jednání mezi zástupci francouzské, italské a belgické fotbalové federace. Sídlo organizace bylo do roku 1959 v Paříži a poté se přestěhovalo do Bernu. Ebbe Schwartz se stal prvním předsedou UEFA. Prvním generálním sekretářem byl Henri Delaunay. V roce 1995 se novým sídlem stal švýcarský Nyon. Původně měla UEFA 25 členských národních asociací. V současností je členů 55. Členové UEFA vyhráli dvanáctkrát mistrovství světa ve fotbale (Itálie 4x, Německo 4x, Francie 2x, Anglie a Španělsko jednou). Kluby ze zóny UEFA vyhrály 21x Interkontinentální pohár a devětkrát mistrovství světa ve fotbale klubů. V ženském fotbale vyhrály národní týmy z UEFA mistrovství světa ve fotbale žen čtyřikrát (Německo 2x, Norsko 1x, Španělsko 1×).

## Předsedové
| Jméno              | Stát      | Funkční období |
| ------------------ | --------- | -------------- |
| Ebbe Schwartz      | Dánsko    | 1954 — 1964    |
| Gustav Wiederkehr  | Švýcarsko | 1964 — 1972 †  |
| Sándor Barcs       | Maďarsko  | 1972 — 1973    |
| Artemio Franchi    | Itálie    | 1973 — 1983 †  |
| Jacques Georges    | Francie   | 1983 — 1990    |
| Lennart Johansson  | Švédsko   | 1990 — 2007    |
| Michel Platini     | Francie   | 2007 — 2015    |
| Ángel María Villar | Španělsko | 2015 — 2016    |
| Aleksander Čeferin | Slovinsko | 2016 —         |

Poznámka: Dne 22. března 2011 byl Michel Platini zvolen do roku 2015.

## Členové
UEFA má celkem 55 členů (platné ke květnu 2016):
- Albánie (1954)
- Andorra (1996)
- Anglie (1954)
- Arménie (1992)
- Ázerbájdžán (1994)
- Belgie (1954)
- Bělorusko (1993-2022)
- Bulharsko (1954)
- Bosna a Hercegovina (1998)
- Černá Hora (2007)
- Česko (1954)1
- Dánsko (1954)
- Estonsko (1992)
- Faerské ostrovy (1990)
- Finsko (1954)
- Francie (1954)
- Gibraltar (2013)
- Gruzie (1992)
- Chorvatsko (1993)
- Island (1954)
- Irsko (1954)
- Itálie (1954)
- Izrael (1994)2
- Kazachstán (2002)3
- Kosovo (2016)
- Kypr (1962)
- Lichtenštejnsko (1974)
- Litva (1992)
- Lotyšsko (1992)
- Lucembursko (1954)
- Maďarsko (1954)
- Malta (1960)
- Moldavsko (1993)
- Německo (1954)
- Nizozemsko (1954)
- Norsko (1954)
- Polsko (1955)
- Portugalsko (1954)
- Rakousko (1954)
- Rumunsko (1954)
- Rusko (1954-2022)4
- Řecko (1954)
- San Marino (1988)
- Severní Irsko (1954)
- Severní Makedonie (1994)
- Slovensko (1993)
- Slovinsko (1994)
- Skotsko (1954)
- Srbsko (1954)5
- Španělsko (1954)
- Švédsko (1954)
- Švýcarsko (1954)
- Turecko (1962)
- Ukrajina (1992)
- Wales (1954)

- V závorkách rok přijetí za člena UEFA.

1 Přijato jako ČSR

2 Bývalý člen AFC (1954–1974) a přidružený člen OFC (1974-1994); vstoupil do UEFA v roce 1994

3 Bývalý člen AFC (1998–2002); vstoupil do UEFA v roce 2002

4 Přijato jako SSSR

5 Přijato jako Jugoslávie

## Soutěže

### Mezinárodní
Hlavní soutěží pro národní týmy je mistrovství Evropy ve fotbale, jehož první kvalifikační cyklus začal v roce 1958. První závěrečný turnaj se uskutečnil v roce 1960. UEFA má také na starost záležitostí týkající se evropské části kvalifikace na mistrovství světa ve fotbale. Avšak samotné MS pořádá FIFA, která také alokuje počet míst na MS pro jednotlivé konfederace a má právo mluvit do hracího systému a dalších záležitostí týkajících se této kvalifikace.
Neméně důležité jsou mezinárodní soutěže pro mládežnické národní týmy jako ME do 21 let, ME do 19 let a ME do 17 let. Pro ženské týmy je pořádáno mistrovství Evropy ve fotbale žen, ME žen do 19 let a ME žen do 17 let.
UEFA také spolupořádá s organizací CAF pohár Meridian Cup pro mládežnické týmy. V roce 1999 založila Pohár regionů UEFA pro poloprofesionální týmy reprezentující svůj region.
Z futsalových soutěží pořádá mistrovství UEFA ve futsale a mistrovství UEFA ve futsale do 21 let.

### Klubové
Liga mistrů UEFA
UEFA také pořádá dvě nejdůležitější klubové soutěže v Evropě. Nejvyšší z nich je Liga mistrů UEFA (LM), známá také jako Champions league, která se poprvé hrála v sezóně 1992/93. Účastní se jí z každé členské země UEFA jeden až čtyři nejlépe umístěné týmy v posledním ročníku nejvyšší ligy svého státu (počet účastníků z dané země a fáze soutěže, do které je klub nasazen, závisí na umístěni v žebříčku zemí sestaveném podle klubových koeficientů UEFA). Liga mistrů je následovníkem Poháru mistrů evropských zemí (PMEZ), který se hrál v letech 1955 až 1992 a účastnili se ho pouze mistři jednotlivých zemí.
Evropská liga UEFA
Druhou soutěží je Evropská liga UEFA (EL), které se účastní vítězové národních pohárů a nejvýše umístěné týmy v lize, které se nedostaly do LM. Soutěž byla založena jako Veletržní pohár v roce 1955. V roce 1971 byla plně převzata pod záštitu UEFA a byla přejmenována na Pohár UEFA. V roce 2009 byla přejmenována na současný název.
Evropská konferenční liga
Od sezóny 2021/22 pořádá Evropskou konfereční ligu (EKL). V pořadí evropských klubových soutěží je třetí v pořadí, za Ligou mistrů a Evropskou ligou. Na rozdíl od Ligy mistrů se v mistrovské části objeví pouze týmy, které byly vyřazeny v předkolech Evropské ligy a pak byly přesunuty do předkol Evropské konferenční ligy.
Další soutěže
Další soutěží kdysi byl Pohár vítězů pohárů, jehož se v letech 1960 až 1999 účastnili vítězové národních pohárů jednotlivých zemí. Po jeho zrušení se vítězové národních pohárů účastní Evropské ligy.
V Superpoháru UEFA (hraném na jeden zápas na neutrální půdě) se utkává vítěz Ligy mistrů s vítězem Evropské ligy. Poprvé byl hrán v roce 1973.
V roce 1995 UEFA převzala svoji záštitu nad Pohárem Intertoto, který byl letní soutěží, ze které se dalo kvalifikovat do Poháru UEFA. V roce 2008 byl zrušen.
Spolu s organizací CONMEBOL UEFA pořádala Interkontinentální pohár, ve kterém se utkával vítěz Ligy mistrů UEFA a Poháru osvoboditelů (jihoamerické obdoby LM). Soutěž se konala v letech 1960 až 2004. Poté ho nahradilo mistrovství světa ve fotbale klubů pořádané pod záštitou FIFA.
V ženském fotbale UEFA pořádá Liga mistrů žen UEFA, která se hraje od roku 2001.
Od sezóny 2013/14 UEFA pořádá Juniorskou ligu UEFA, což je Liga mistrů pro akademie a rezervy do 19 let.

#### Futsal
Nejvyšší klubovou futsalovou soutěží je Pohár UEFA ve futsale, který v roce 2001 nahradil Evropské klubové mistrovství ve futsale (založeno 1984).

### Soutěže UEFA
| Klubové: - Liga mistrů UEFA - Evropská liga UEFA - Pohár vítězů pohárů (1960–1999) - Pohár Intertoto (1995–2008) - Superpohár UEFA - Liga mistrů žen UEFA - Pohár UEFA ve futsale - Interkontinentální pohár (1960–2004) - Juniorská liga UEFA | Národní týmy: - Mistrovství Evropy ve fotbale - Liga národů UEFA - Mistrovství Evropy ve fotbale hráčů do 21 let - Mistrovství Evropy ve fotbale hráčů do 19 let - Mistrovství Evropy ve fotbale hráčů do 17 let - Mistrovství Evropy ve fotbale žen - Mistrovství Evropy ve fotbale žen do 19 let - Mistrovství Evropy ve fotbale žen do 17 let - Mistrovství Evropy ve futsalu - Mistrovství UEFA ve futsale do 21 let - Meridian Cup | Amatérské: - Pohár regionů UEFA - Pohár UEFA amatérů (1967–1978) |

### UEFA+
| Ocenění: - Klubová ocenění UEFA - Fotbalista roku UEFA - Tým roku UEFA - Jubilejní cena UEFA - Zlatá jubilejní anketa UEFA - Týmy turnaje Mistrovství Evropy | Kvalifikace: - Koeficienty UEFA - Žebříček Fair Play UEFA - Kategorie stadionů UEFA | Zápas: - Zápas UEFA |

### Hlavní soutěže nepořádané UEFA
| Klubové: - Baltský pohár mistrů - Baltská liga - Pohár Společenství nezávislých států - Setanta Cup - Balkánský pohár (1961–1994) - Pohár Intertoto (původní) (1962–1994) - Středoevropský pohár (1927–1992) - Latin Cup (1949–1957) | Národní týmy: - Baltský pohár - Nordic Football Championship (1924–2001) - Balkánské mistrovství (1931–1980) - British Home Championship (1884–1984) - Pohár národů |